# 聖真一郎
聖 真一郎（ひじり しんいちろう）は、日本のプロフェッショナル翻訳家、通訳者、アマチュア・アスリート、ジャーナリスト、自然科学とりわけ宇宙論、量子論・量子コンピュータ、希少糖などの研究者、一般社団法人科学技術翻訳通訳・科学研究国際機構理事長。

## 略歴
香川県立丸亀高等学校卒業。
慶應義塾大学卒業。
2014年、放送大学教養学部入学
2016年9月、一般社団法人科学技術翻訳通訳・科学研究国際機構の理事長に就任。
現在、地球規模で、インターネットとグローバリゼーションが巨大な翻訳マーケットを創出している。このマーケットでは世界に通用する翻訳専門職が求められている。聖真一郎は、このような翻訳専門職として、20世紀末から21世紀にかけて、わずかの間に、ヨーギ・バジャン、バグワン・シュリ・ラジニーシ、サティヤ・サイ・ババ、ジッドゥ・クリシュナムルティ、デヴィッド・ボームなど、当時、欧米を中心に国際世界を席巻していたニューエイジ・ニューサイエンスの旗手たちの代表作を翻訳出版していった。この間、師への忠誠、一党一派への忠誠というおきてを平然と破るという破天荒さ、無頼漢ぶりで、出版界と精神世界に衝撃を与えた。また、クリシュナムルティとボームの思想そのものも、そのラディカルな無神論・脳細胞変容論・量子論・宇宙論などにより、聖とは比べ物にならない規模で西洋世界に衝撃を与えている。別に聖真一郎に限ったことではないが、Google翻訳、DeepL翻訳、AI翻訳などの「機械翻訳」が、ボームのようなプロの物理学者たち、天才科学者たちに対して、このような科学的かつリアルな衝撃をもたらすことはないかもしれない。

## アマチュア・アスリート
一方、アマチュア・アスリートとしての彼は、長くスイミングスクールに所属し、マスターズ水泳大会で銅メダルを獲得した。また、2008年4月13日に開催された瀬戸大橋開通20周年記念事業健康マラソン大会でも、バルセロナ五輪の女子マラソン銀メダリスト有森裕子らと共に、瀬戸大橋上を駆け抜けている。

## 翻訳上の交遊
実際に師弟的な直接交遊があった著名な翻訳者としては、文化勲章受章者・堀口大學、フランス文学翻訳者で元・慶應義塾大学総長（塾長）・佐藤朔、日本シャンソン界の作曲家・翻訳家である菊村紀彦らがいるという、まことに恵まれた翻訳家環境であった。

## 一般的な交遊
政治家では、自民党香川県議会議員・尾崎道広氏、国民民主党代表の玉木雄一郎氏 、立憲民主党の小川淳也氏らと交友がある。その他、自民党から共産党までいろいろな政治家と面識があり、右から左までウイングが広い。
文学芸術関係では、直接知り合った年配の先輩作家として、1982年第86回直木賞受賞・2007年紫綬褒章受章の劇作家つかこうへい、1979年文藝賞・2011年伊藤整文学賞受賞の宮内勝典らがいる。故人としては、司馬遼太郎、埴谷雄高らがいる。26歳の若さで芥川賞を受賞した朝吹真理子は、同じ大学で真一郎の後輩である。朝吹真理子の高祖父・久原房之助は彼と親交が厚い椎名家と共に日本鉱業の発展に寄与した人物であり、朝吹真理子の大叔母のシャンソン歌手・石井好子は真一郎の翻訳上の師である菊村紀彦と音楽界で深い親交があった。
友人知人として、科学者では、カリフォルニア州立大学客員教授で吸入麻酔薬が専門の医学博士・青山圭秀氏、東京大学・医科学研究所先端医療研究センター臨床ゲノム腫瘍学分野教授・古川洋一氏らがいる。ノーベル物理学賞候補でインフレーション宇宙論の国際的先駆者、佐藤勝彦東京大学名誉教授は、丸亀高等学校出身で真一郎のかなり年上の先輩筋にあたる。

## 聖真一郎の現在
聖真一郎は、最先端科学の未邦訳の原書、とりわけ量子コンピュータ、量子情報科学の翻訳作業を中心に、今も、現在進行形で翻訳に取り組みつづけている。近年は、Heart Expo（カンボジア戦災孤児救済国際慈善事業）の通訳ボランティアなども担当している。。
彼は始めから、20世紀を代表する量子力学者のひとりデヴィッド・ボームの翻訳者として出発した。その後、2000年以降、翻訳的にはやはり自然科学とりわけ物理学へと完全に転向し、放送大学および大学院で数学・物理学・化学等々を学び直している。現在の彼の主要な翻訳テーマ・研究テーマはAI（人工知能）,量子力学、量子コンピュータ、量子センサーなどいわゆる「光・量子技術」、量子情報科学、希少糖研究など自然科学全般で、多岐にわたる。宇宙観測は、世界最大規模の宇宙望遠鏡を持つ兵庫県立西はりま天文台で一般開放の天体観望会で観測している。希少糖研究に関しては、真一郎の出身地が香川県であることから香川大学に出入りし、農学・生化学・薬学・医学などの学術論文や外国人によって書かれた英語の希少糖学術論文を研究・翻訳している。。

## 翻訳
- バグワン・シュリ・ラジニーシ『瞑想―祝祭の芸術』　めるくまーる 1981年
- ヨーギ・バジャン『真理のひびき』　平河出版社 1983年
- ジッドゥ・クリシュナムルティ、物理学者デヴィッド・ボーム、臨床心理学者シャインバーグ鼎談集『生の全体性』　平河出版社 1986年
- バグワン・シュリ・ラジニーシ『ダイヤモンド・スートラ』　瞑想社 1986年
- バグワン・シュリ・ラジニーシ『新人権宣言』　瞑想社 1987年
- 和尚ラジニーシ『坐禅和算』　瞑想社 1989年
- ナレーシャ・バティア博士『神との邂逅』　SSOJ 1996年
- のんのん『詩画集・光のなかで』（英訳）瞑想社 1997年
- その他、多数。
- 本人の翻訳のみならず、他の翻訳者たちの翻訳原稿への校閲、多数。
- 2010年以降、自然科学をテーマにした単行本や雑誌を、紙書籍でも電子書籍でも引き続き翻訳している。
- “The Essential David Bohm” by Lee Nichol		2013年翻訳開始
- “The Limits of Thought” Bohm & Krishnamurti	2014年翻訳済み

## 通訳
- 1997年 - 当時、インドのプッタパルティでサティヤ・サイ・ババのインタビューの通訳を務める。[12]。
- 2002年 - 医療器会社から韓国へ出張。クラスターイオン医療器の貿易交渉通訳をする[13]。
- 2004年 -カンボジア王国シソワット妃臨席のもと開催された国際イベント”Heart Expo”で通訳を務める[14]。